# Malý obchod hrůz
Malý obchod hrůz (v anglickém originále The Little Shop of Horrors) je americká filmová komedie z roku 1960. Režisérem filmu je Roger Corman. Hlavní role ve filmu ztvárnili Jonathan Haze, Jackie Joseph, Mel Welles, Dick Miller a Myrtle Vail.

## Obsazení
| Jonathan Haze  | Seymour Krelboyne |
| Jackie Joseph  | Audrey Fulquard   |
| Mel Welles     | Gravis Mushnick   |
| Dick Miller    | Burson Fouch      |
| Myrtle Vail    | Winifred Kelboyne |
| Tammy Windsor  | Shirley           |
| Toby Michaels  | Shirleyin přítel  |
| Leola Wendorff | Siddie Shiva      |
| Jack Nicholson | Wilbur Force      |